# 23e cérémonie des Boston Society of Film Critics Awards
La 23e cérémonie des Boston Society of Film Critics Awards, décernés par la Boston Society of Film Critics, a eu lieu le 15 décembre 2002, et a récompensé les films réalisés dans l'année.

## Palmarès

### Meilleur film
- Le Pianiste (The Pianist)
  - Gangs of New York

### Meilleur réalisateur
- Roman Polanski pour Le Pianiste (The Pianist)
  - Martin Scorsese pour Gangs of New York

### Meilleur acteur
- Adrien Brody pour le rôle de Władysław Szpilman dans Le Pianiste (The Pianist)
  - Daniel Day-Lewis pour le rôle de Bill Cutting dans Gangs of New York

### Meilleure actrice
- Maggie Gyllenhaal pour le rôle de Lee Holloway dans La Secrétaire (Secretary)
  - Julianne Moore pour le rôle de Cathy Whitaker dans Loin du paradis (Far from Heaven)

### Meilleur acteur dans un second rôle
- Alan Arkin pour le rôle de Gene dans Thirteen Conversations About One Thing
  - John C. Reilly pour le rôle de Amos Hart dans Chicago
  - John C. Reilly pour le rôle de Happy Jack dans Gangs of New York
  - John C. Reilly pour le rôle de Phil Last dans The Good Girl
  - John C. Reilly pour le rôle de Dan Brown dans The Hours

### Meilleure actrice dans un second rôle
- Toni Collette pour le rôle de Fiona dans Pour un garçon (About a Boy) et pour le rôle de Kitty dans The Hours
  - Catherine Zeta-Jones pour le rôle de Velma Kelly dans Chicago

### Réalisateur le plus prometteur
- Peter Care pour The Dangerous Lives of Altar Boys

### Meilleur scénario
- Adaptation – Charlie et Donald Kaufman

### Meilleure photographie
- Loin du paradis (Far from Heaven) – Edward Lachman
  - Les Sentiers de la perdition (Road to Perdition) – Conrad L. Hall

### Meilleur film en langue étrangère
- Y tu mamá también •  Mexique

### Meilleur film documentaire
- The Kid Stays in the Picture